# Región Occidental del Paraguay
La Región Occidental del Paraguay, también conocida como el Chaco paraguayo, es una de las dos regiones que forman la República del Paraguay. Está formada por tres de los diecisiete departamentos del país: Boquerón, Alto Paraguay y Presidente Hayes, que son a su vez los departamentos de mayor extensión territorial, y al mismo tiempo los de menor población del país. 
Limita al norte con Bolivia, al este y sur con el río Paraguay que la separa de Brasil (al este) y la Región Oriental o Paraneña (sur), y al oeste con el río Pilcomayo que la separa de Argentina. Con 246 925 km² es la región más extensa del Paraguay, pero a su vez la menos poblada con 211 586 habitantes según el censo paraguayo de 2022; por ende, es con diferencia, la menos densamente poblada de las dos regiones paraguayas (0,86 hab/km²).
La parte central de esta región es conocida también como "Chaco Boreal", escenario de la última guerra del país en los años 1930 (guerra del Chaco). De esa época se conservan algunos sitios de gran importancia histórica: Boquerón, Campo Grande, Campo Vía, Nanawa, Cañada Strongest, El Carmen, Kilómetro 7, Picuiba y Villamontes, entre otros. 
Es la región donde más se explota la ganadería, que produce gran parte de la actividad agropecuaria en el PIB nacional. A diferencia de la Región Oriental, esta región es la menos desarrollada; aunque en los últimos años se observa un proceso de desarrollo importante. Debido a su baja densidad poblacional, es hábitat de numerosas especies en peligro de extinción, lo que lo hace atractivo para el ecoturismo.

## Departamentos de la región
Está formada por tres de los diecisiete departamentos del país: Boquerón, Alto Paraguay y Presidente Hayes. Son los siguientes:
| ISO 3166-2:PY | Departamento              | Capital       | Población (2022) | Superficie (km²) | Densidad (hab/km²) | Distritos |
| ------------- | ------------------------- | ------------- | ---------------- | ---------------- | ------------------ | --------- |
| PY-15         | Presidente Hayes          | Villa Hayes   | 123 313          | 72 907           | 1,69               | 10        |
| PY-16         | Boquerón                  | Filadelfia    | 71 078           | 91 669           | 0,78               | 4         |
| PY-17         | Alto Paraguay             | Fuerte Olimpo | 17 195           | 82 349           | 0,21               | 4         |
|               | Región Occidental (Chaco) |               | 211 586          | 246 925          | 0,86               | 18        |

## Geografía
La Región Occidental o Chaco, con el 61% del territorio nacional, geológicamente joven con suelos neutros a alcalinos, constituye una planicie aluvial extensiva semiárida a subhúmeda con sedimentos de los Andes.
En el Chaco paraguayo las altitudes oscilan entre 91m en sureste y 390m en el noroeste. El Bajo Chaco (Chaco húmedo) es una planicie inundable, influenciada por los ríos Pilcomayo y Paraguay (lluvia anual de 910 a 1300 mm); el Chaco Boreal (Chaco seco) con un promedio de lluvia de 403 a 910 mm. Su territorio está formado por un fondo marino que emergió en la era Cuaternaria, esta región está poblada de matorrales extensos y palmares, esteros, lagunas y riachos. 
La geomorfología de la región occidental tiene una ondulación repetitiva del terreno de norte a sur, que permite la génesis de por lo menos dieciséis ríos tributarios del río Paraguay. Cada uno de estos ríos presenta condiciones bajas de pendiente, por lo que favorece la formación de meandros. Una porción menor de esta región drena directamente al río Pilcomayo. Son terrenos relativamente planos de un altiplano cruzado por escasas corrientes favorecidas por el ondulamiento. 
Los terrenos de mayor elevación se encuentran al occidente de esta región y sus puntos más bajos corresponden al límite oriental de esta región en el río Paraguay. La región forma parte de la Llanura chacopampeana, y presenta una inclinación poco pronunciada con rumbo hacia el sudeste con una elevación promedio de 130 m s. n. m.

## Fauna y flora

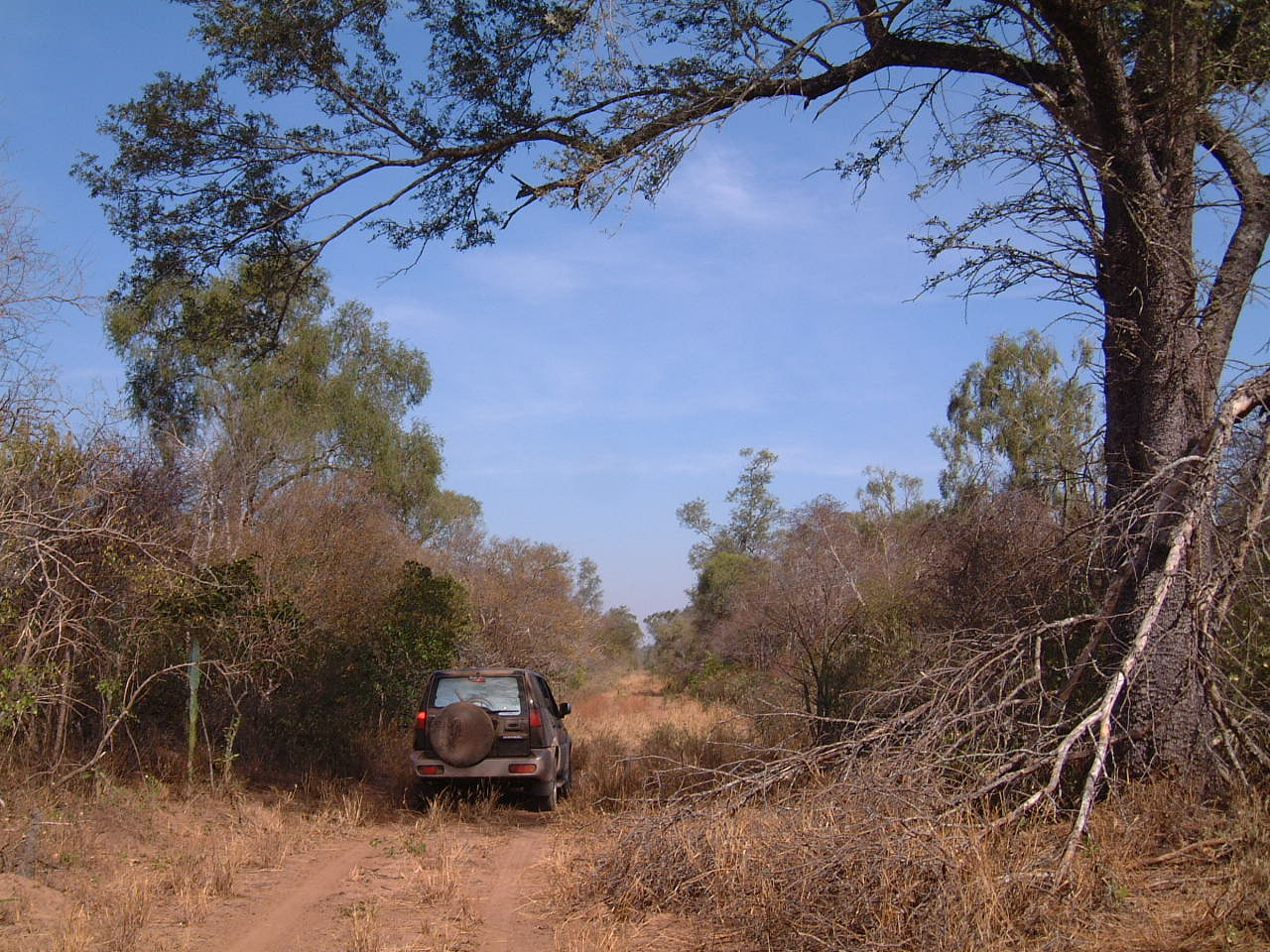
Bosque xerofítico estacionalmente seco de alto crecimiento en el Alto Paraguay.

### Fauna
El Chaco tiene abundancia de vida salvaje. La fauna posee ciervos, venados, monos y reptiles de grandes dimensiones como el yacaré negro o yacaré overo, la curiyú o anaconda y el carpincho, roedor apreciado por su carne y su piel. Así mismo la zona tiene cantidades de jabirúes, garzas, mbiguás o cormoranes, patos silvestres, guacamayos azules, tucanes y peces de diferentes especies: surubí, pacú, dorado son característicos de los ríos.
En el Chaco existen 53 especies de mamíferos; lastimosamente, la mayor amenaza resulta la cantidad de cazadores con falta de conciencia ecológica, situación que pone en peligro la vida silvestre de la zona en particular. Los animales más grandes presentes en la región son: el jaguar, ocelote, puma, tapir, armadillo gigante, oso hormiguero gigante, muchas especies de zorros, numerosos gatos monteses pequeños, el agutí (un gran roedor), el capibara o carpincho (cerdo de agua), el lobo de crin, el venados, pecaríes, incluido el pecarí endémico de Chaco y el guanaco (el pariente salvaje de la llama). 
La región tiene una población de aves abundante y variada, y una de las poblaciones más grandes de la gran rhea (o ñandú), una gran ave sudamericana no voladora. Las corrientes  de agua albergan más de 400 especies de peces, entre las cuales se encuentran el dorado como el salmón y la piraña carnívora. La región alberga muchas especies de insectos, algunos de los cuales causan molestias a los viajeros. Los reptiles también son abundantes, con numerosas lagartijas y al menos 60 especies conocidas de serpientes, incluidas muchas víboras y constrictoras. La región también alberga muchos anfibios únicos, incluida la icónica rana arbórea de mono ceroso Phyllomedusa sauvagii que produce una secreción cerosa para evitar la desecación y la rana coralina Leptodactylus laticeps que pasa la estación seca en lo profundo de una madriguera, emergiendo con las lluvias para alimentarse otras ranas.

### Flora
La vegetación del Chaco varía de este a oeste, lo que refleja la naturaleza cambiante del suelo. Los bosques presentan la mayor riqueza ecológica; se pueden obtener maderas muy duras y resistentes, entre las que se pueden mencionar: palo santo, quebracho, palo trébol, guatambú.
El Chaco Oriental es conocido por su paisaje de árboles y arbustos agrupados entremezclados con sabanas altas y herbáceas. Al oeste, una amplia zona de transición se convierte en espinal, un bosque seco de arbustos espinosos y espinosos y árboles bajos. La vegetación del Chaco se ha adaptado para crecer en condiciones áridas, y es muy variada y extremadamente compleja. Una de las formaciones de vegetación más impresionantes se llama quebrachales, que consiste en vastos bosques bajos de madera dura donde predominan varias especies de árboles de quebracho. El árbol de quebracho es económicamente importante como fuente de taninos y madera. Estos bosques cubren extensas áreas lejos de los ríos; más cerca de los ríos, ocupan los sitios más altos y mejor drenados, dando lugar a un paisaje en el que los bosques aparecen como islas en medio de un mar de pastos de sabana que crece tan alto como una persona a caballo. 
En el Chaco occidental más árido, los bosques de espinas, cuya continuidad a veces se ve interrumpida por palmerales, estepas salinas y sabanas, creadas por el fuego o la deforestación, están dominadas por otro árbol de quebracho que tiene un menor contenido de taninos y se usa con mayor frecuencia. para madera. También hay un marcado aumento en el número y la densidad de especies espinosas, entre las cuales el notorio vinal (Prosopis ruscifolia) fue declarado una plaga nacional en Argentina debido a cómo sus espinas, de hasta un pie de longitud, representaban un peligro para el ganado en el país. tierras agrícolas que invadió.

## Clima
Según Köppen, que es el más utilizado del mundo, en el Chaco se presentan dos tipos de clima: el clima semiárido cálido (BSh) al oeste del Chaco (departamento de Boquerón), y el clima tropical de sabana (Aw), que es el que predomina en los departamentos de Presidente Hayes y Alto Paraguay (sur y noreste del Chaco, respectivamente).
Esta región se caracteriza por las altas temperaturas durante todo el año (entre septiembre y abril las temperaturas máximas promedio superan los 30 °C), además por ser árido y seco en invierno, en el que las precipitaciones se dan apenas unos pocos días al mes (acentuándose más en la región semiárida). El Chaco en sí, experimenta estaciones alternativamente inundadas (verano) y secas (invierno), con variaciones estacionales de temperaturas modestas, donde los promedios caen solo ligeramente en invierno. Las temperaturas medias aumentan de oeste a este y de sur a norte.
Las precipitaciones en la región tropical rondan los 1000 mm-1200 mm.; mientras que en la región semiárida, rondan entre los 600-800 mm. Las precipitaciones bajan considerablemente en invierno en la región tropical; mientras que en la región semiárida, las precipitaciones son prácticamente nulas. Las precipitaciones medias aumentan de oeste a este y de norte a sur.
La temperatura media anual ronda los 25 °C. Los inviernos son predominantemente cálidos, especialmente en la región tropical, con alrededor de 20 °C de media; aunque hacia la región semiárida pueden presentarse heladas moderadas, debido a la aridez de la zona. Los veranos son tan calurosos, que esta región es denominada "El polo de calor de Sudamérica", también es conocida como "El infierno verde".

## Producción agropecuaria

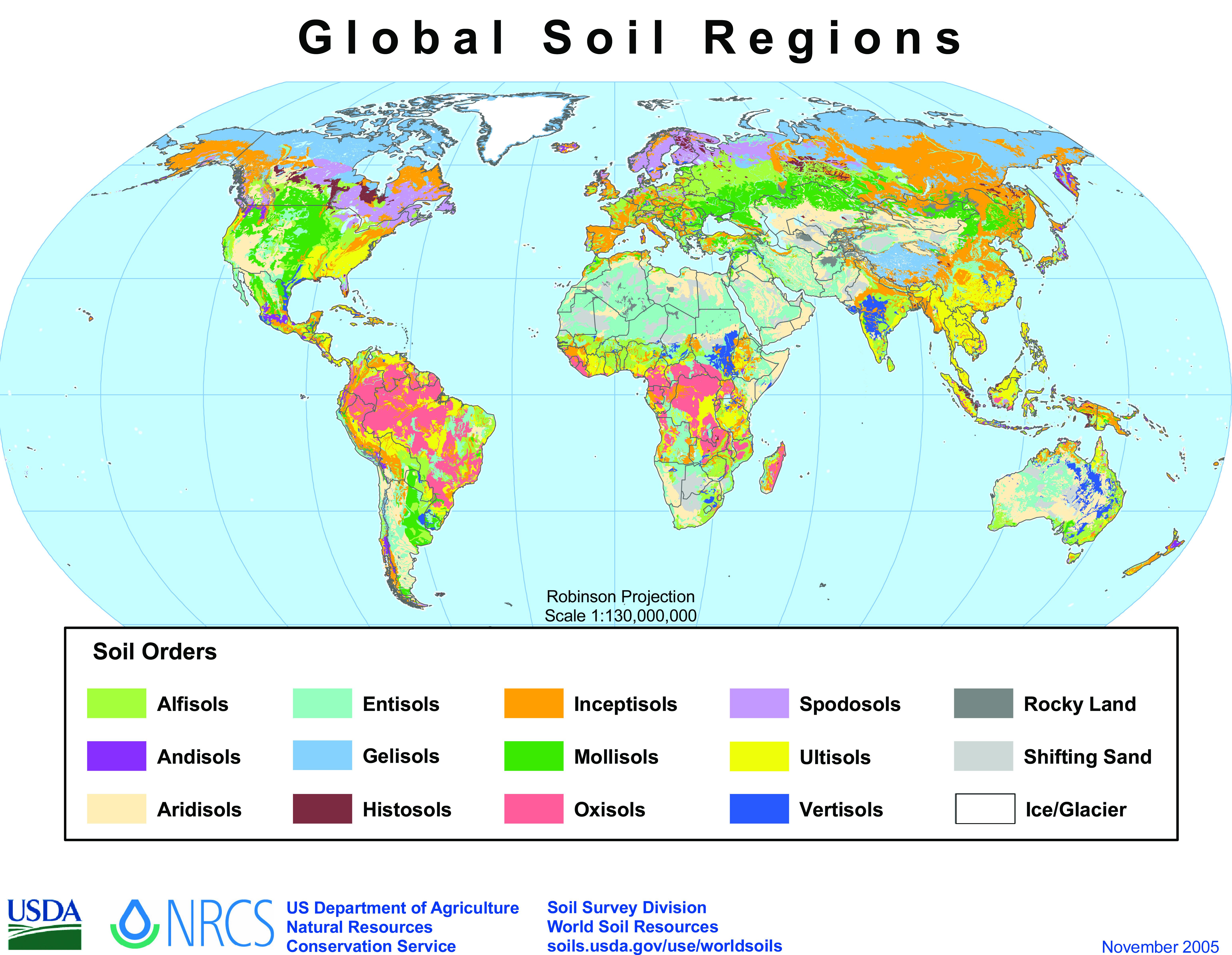
Grupos de suelos del mundo según clasificación USDA, aquí indicado en verde los Molisol, que el Chaco comparte con las zonas agrícolas más importantes del mundo -cliquear para agrandar-.

El Chaco, y principalmente el norte de los departamentos de Alto Paraguay y de Boqueron, recientemente se están abriendo a la ganadería y la agricultura, estando todavía en su mayoría en su estado virgen, cubierto de monte chaqueño. Es una de las últimas fronteras agrícolas.
La región tiene por un lado un gran potencial natural. La fertilidad de los suelos, sedimentarios muy profundos, principalmente es alta (salvo una franja muy arenosa con poca materia orgánica en el extremo oeste y una franja mal drenada y a veces salada paralela al río Paraguay que no obstante tiene su valor ganadero). El relieve es llano; el centro y el este tienen precipitaciones anuales mayores de 800 mm.
De hecho el Chaco Paraguayo es dentro de los trópicos globales semiáridos / semihúmedos, una de las áreas con mejor fertilidad de suelos.
Por otro lado los desafíos para los productores también son significantes: falta de caminos y otra infraestructura agrícola, poca disponibilidad de mano de obra, baja predictibilidad de cantidad de precipitaciones anuales.
La actividad más importante es la ganadería vacuna, extensiva y también, cada vez más, intensiva sobre pasturas implantadas, como de Gatton Panic, con una dotación mayor de una vaca por hectárea (1xUG/ha).
La región también produce algodón, maní, sorgo, soja y caña dulce.
Las leyes ambientales del Chaco Paraguayo exigen a cada productor conservar entre aproximadamente el 25 y el 40% del monte virgen de su propiedad.

### El Chaco y los cultivos de biocombustibles
El Chaco es una de las últimas fronteras agrícolas de Sudamérica, siendo muy poco poblado, con poca infraestructura; estaba hasta hace poco muy aislado para hacer agricultura.
Dos aspectos pueden cambiar esto a corto plazo, las bajas valorizaciones de la tierra 
 y la aptitud para cultivos de biocombustible. 
La aptitud de Jatropha curcas ya está establecida. 
Existe una variedad nativa, Jatropha matacensis. Como el sorgo es un cultivo tradicional del Chaco (zonas con 900mm mínimo de precipitaciones anuales), variedades de Sorgo Dulce para Etanol (combustible) probablemente estarán adaptadas también.
Panicum virgatum / Pasto Varilla’s aptitud está estudiado por el INTA en Argentina, tanto como la palmera Karanda’y en el Chaco Paraguayo.
Mientras el avance de la agricultura tiene el potencial de brindar empleo y mejorar la infraestructura en una región marginal como el Chaco, la pérdida de hábitat/monte virgen también podría ser importante.

## Ecoturismo
Atracciones son la observación de especies salvajes, atender la anual TransChaco Rally, evento considerado como una de los más difíciles rallys del continente, principalmente por sus caminos secos, polvorientos y el calor extremo que dificultan todo el recorrido.
Algunas poblaciones indígenas todavía permanecen con sus costumbres, específicamente hacia el norte chaqueño, allí se pueden conocer su cultura y adquirir artesanías que fabrican. En las reservas forestales se encuentran los Lengua, Sanapana y Nivakle.

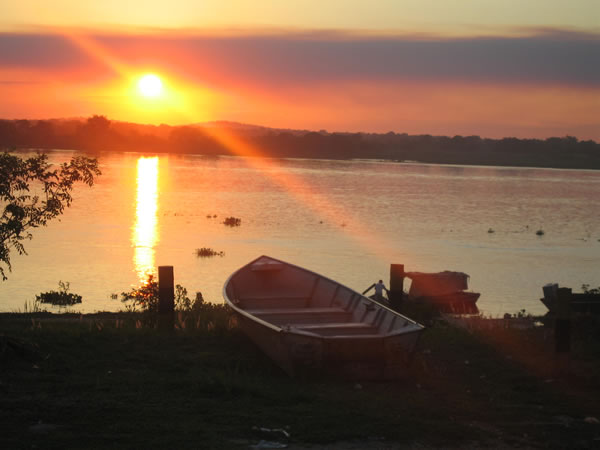
Río Paraguay

El karanda'y es el material utilizado para la elaboración de bolsos, carteras, floreros, porta tereré, porta mate y cestas. Es importante mencionar que los nativos son expertos en medicina natural, conocen las diferentes enfermedades con sus correspondientes hierbas curativas (logran resultados buenos para la salud). Las variedades espinosas van sustituyendo a los árboles con hojas caducas.
Existen varias opciones de turismo rural. A modo de ejemplo se puede mencionar la Estancia La Patria, en km 652 – Ruta TransChaco – Departamento Boquerón. La Colonia La Patria, fue creada por el Gobierno Nacional con el objetivo de impulsar el desarrollo de esta zona del país, ubicada a 110 km de Infante Rivarola, puesto militar situado justo en la frontera con Bolivia.
- El Chaco cuenta con el río Paraguay y sus afluentes, puertos y embarcaderos.
- Aeropuerto Mcal. Estigarribia, aeropuertos en las estancias en todo el Chaco

Asunción - Pozo Colorado - Filadelfia capital de la colonia menonita Ferhein - visitando a las principales 22 colonias de (producción agroindustrial) 
- Asentamientos indígenas
- Visita a Mariscal Estigarribia

## Parques nacionales
- Parque nacional Defensores del Chaco - 780.000 Hectáreas
- Parque nacional Tinfunqué - 280.000 Hectáreas
- Parque nacional Teniente Enciso - 40.000 Hectáreas

## Ciudades principales

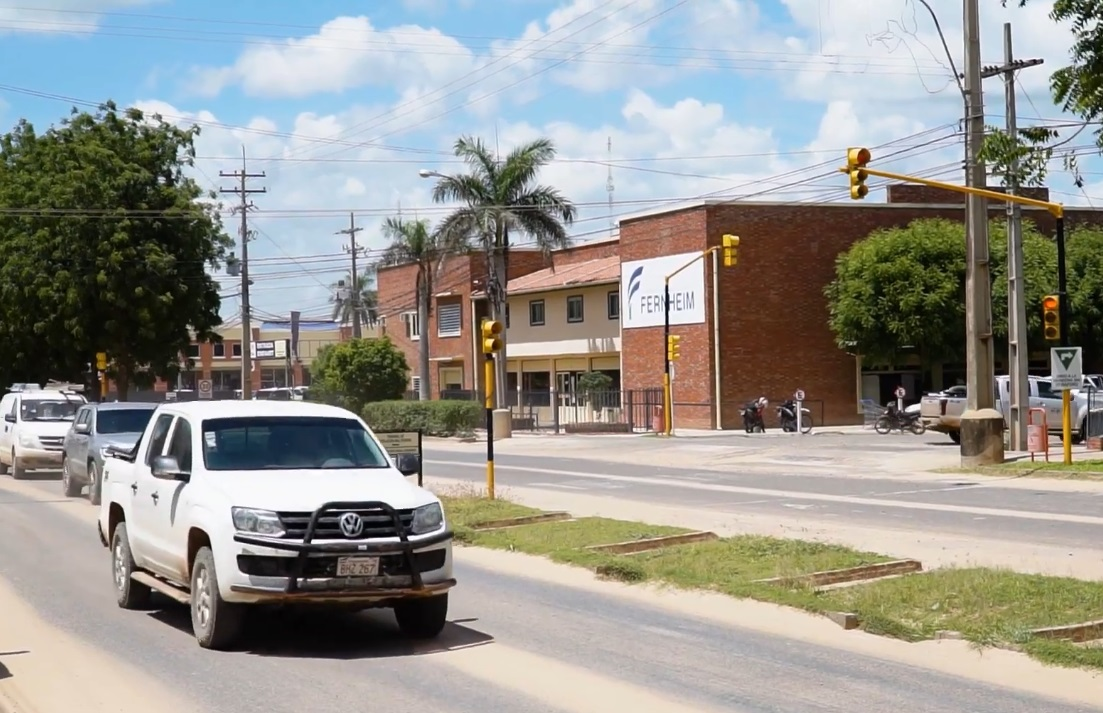
Filadelfia, en el departamento de Boquerón, es una de las zonas urbanas más grandes del Chaco Central paraguayo.

En los últimos años, el Chaco está experimentando un aumento de población y servicios en sus zonas urbanas, aumentando la calidad de vida de sus habitantes. Por ejemplo, en el Bajo Chaco -llamado así por su cercanía a la Región Oriental- tenemos a distritos como Villa Hayes y Benjamín Aceval que son urbes bastante pobladas. Por otra parte, en el Chaco Central, tenemos distritos como Filadelfia-Loma Plata y otras colonias cercanas del departamento de Boquerón, que juntas conforman un conurbano de 40 000 hab.
Las localidades más pobladas e importantes de la Región Occidental son:
- Villa Hayes: 47.967 hab. (el más poblado del Departamento de Presidente Hayes)
- Benjamín Aceval: 22.008 hab.
- Filadelfia: 20.595 hab. (el más poblado del Departamento de Boquerón)
- Loma Plata: 20.545 hab.
- Teniente Irala: 20.145 hab.
- Boquerón: 16.764 hab.
- Mariscal Estigarribia: 13.174 hab.
- Puerto Casado: 5.439 hab. (el más poblado del Departamento de Alto Paraguay)
- Carmelo Peralta: 4.402 hab.
- Nueva Asunción: 3.172 hab.

## Etnias y ubicaciones

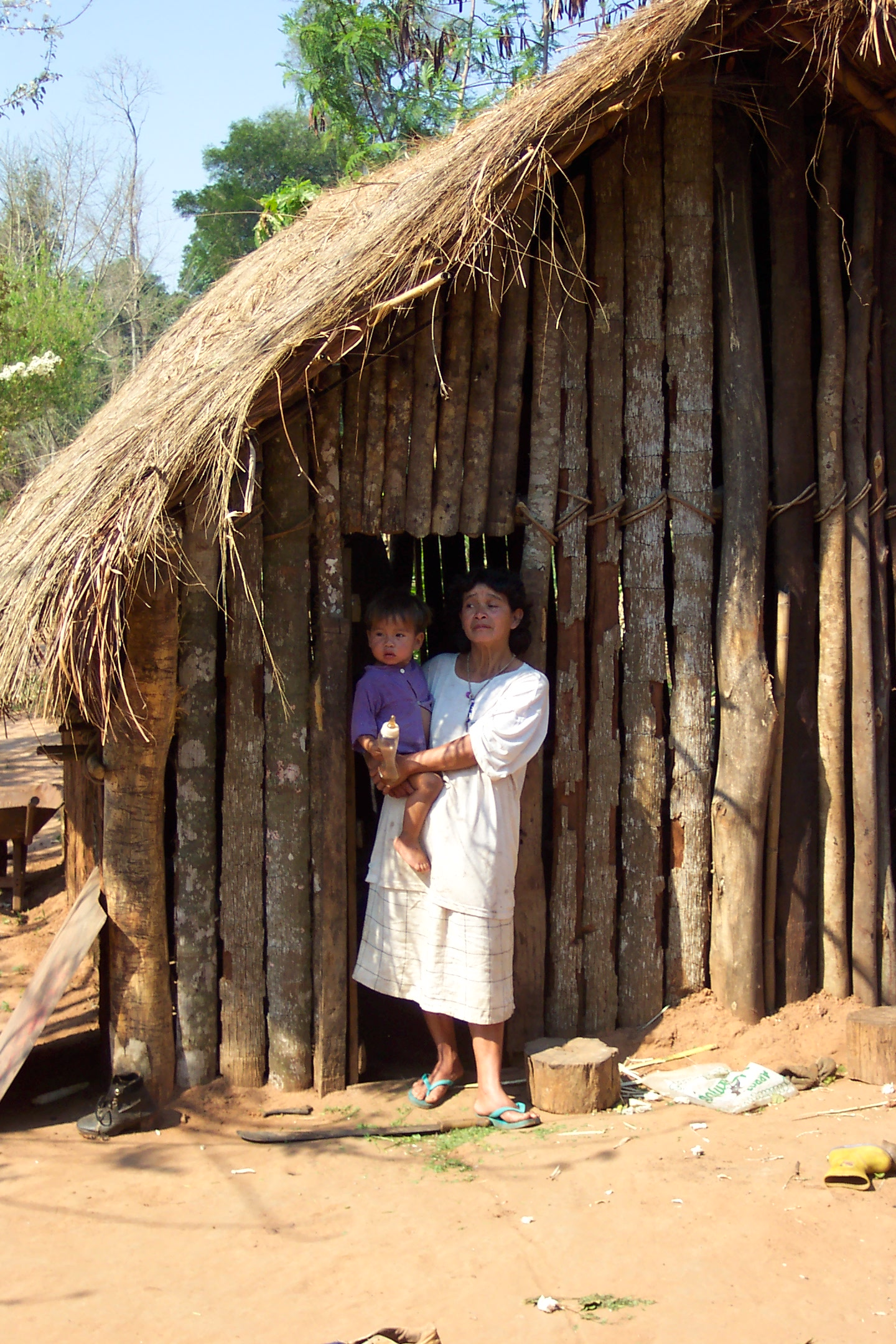
Madre indígena con su hijo en el Chaco paraguayo.

La mayoría de los pueblos indígenas en Paraguay viven en el Chaco. Estos incluyen los siguientes grupos: 
| - Abipón - Ayoreo (Zamuco) - Chamacocos (Ishir) - Chiripá - Chorote - Chané - Sanapaná | - Guana - Guaraní - Lengua (Enxet) - Nivaclé (Chulupí) - Macá - Mbayá - Paí tavyterã - Toba |

Las familias lingüísticas y sus ubicaciones
1. Sobre el Río Paraguay en el centro este se encuentra la familia lingüística Maskoy Lengua- Toba
2. Sobre el Río Pilcomayo en el sureste se encuentra la familia lingüística MatacoNivaclé - Maka
3. Sobre el Río Paraguay en el noreste se encuentra la familia lingüística Zamuco Chamacoco (Moro) Ayoreo (Moro)
4. En el Bajo Chaco, frente a Asunción se encuentra la familia lingüística Guaicurú Emak
5. Al noroeste, límite con Bolivia, se encuentra la familia lingüística Guaraní (neolítica) Chiriguanos (Guarayos) Tapieté.

## Transporte

### Rutas nacionales de la región
| Ruta: | Inicio               | Final                                                   | Departamentos que atraviesa                | Longitud (km) |
| ----- | -------------------- | ------------------------------------------------------- | ------------------------------------------ | ------------- |
| PY05  | Pedro Juan Caballero | Fortín Pilcomayo (Frontera c/ Argentina)                | Amambay, Concepción, Presidente Hayes.     | 577           |
| PY09  | Puerto Falcón        | Fortín Sgto. Rodríguez - Hito III (Frontera c/ Bolivia) | Presidente Hayes, Boquerón.                | 780           |
| PY12  | Nueva Asunción       | Pozo Hondo                                              | Presidente Hayes.                          | 744           |
| PY14  | Bahía Negra          | Fortín Gabino Mendoza                                   | Alto Paraguay.                             | 425           |
| PY15  | Carmelo Peralta      | Pozo Hondo                                              | Alto Paraguay, Boquerón.                   | 531           |
| PY16  | Fortín Mayor Ávalos  | Hito VII (Frontera c/ Bolivia)                          | Presidente Hayes, Boquerón, Alto Paraguay. | 497           |

### Rutas departamentales de la región
| Ruta: | Departamentos que atraviesa | Trayecto                                                                      |
| ----- | --------------------------- | ----------------------------------------------------------------------------- |
| D024  | Boqueron - Alto Paraguay    | Intersección PY12 - Intersección PY14 (Fn. Capitán P. Lagerenza)              |
| D025  | Central - Pdte Hayes        | Intersección D066 Empalme Avda. Aviadores Del Chaco - Intersección Py09       |
| D075  | Pdte Hayes                  | Intersección PY03 (Puente Chaco-I) - Intersección PY 09 (Puente Chaco-I)      |
| D088  | Pdte Hayes                  | Intersección PY09 (Pai Pucu) - Fortín Caballero (Intersección PY12)           |
| D089  | Pdte Hayes                  | Pto. Pinasco (Ribera Del Río Paraguay) - Intersección PY09 (Zalazar)          |
| D090  | Pdte Hayes                  | Intersección PY05 (Cruce Douglas) Intersección PY09 (Cruce Pioneros)          |
| D091  | Boqueron                    | Neuland Intersección PY16 - Intersección PY12 (Fortín Joel Estigarribia)      |
| D092  | Boqueron                    | Madrejoncito Intersección PY16 - Intersección PY12 (Fortín Joel Estigarribia) |
| D093  | Boqueron                    | Intersección PY15 (Loma Plata) - Intersección PY09 (Cruce Filadelfia)         |
| D094  | Alto Paraguay               | Intersección D095 (Bahía Negra) - Fortín Lagerenza I (Intersección PY14)      |
| D095  | Alto Paraguay               | (Intersección PY15) Carmelo Peralta- Intersección PY14 (Bahía Negra)          |
| D096  | Alto Paraguay               | Distr. Fuerte Olimpo.Frontera Con Brasil - (Intersección PY16). Último Trago  |